# CompTIA
 (août 2025).
Motif : absence de sources secondaires
- Archive Wikiwix
- Bing
- Cairn
- DuckDuckGo
- E. Universalis
- Gallica
- Google
- G. Books
- G. News
- G. Scholar
- Persée
- Qwant
- (zh) Baidu
- (ru) Yandex
- (wd) trouver des œuvres sur Wikidata

| 1. | Préciser le motif de la pose du bandeau. | Précisez le motif de la pose du bandeau en utilisant la syntaxe suivante : {{admissibilité à vérifier\|date=août 2025\|motif=remplacez ce texte par le motif}}               |
| 2. | Informer les utilisateurs concernés.     | Pensez à avertir le créateur de l'article, par exemple, en insérant le code ci-dessous sur sa page de discussion : {{subst:avertissement admissibilité à vérifier\|CompTIA}} |

Computing Technology Industry Association (CompTIA) est un organisme à but non lucratif fondé en 1982 sous le nom « Association of Better Computer Dealers, Inc. (ABCD) » par cinq professionnels de l'industrie informatique.
Au cours d'une décennie, ABCD a fondé le préparatoire pour plusieurs politiques de l’Industrie Informatique, et aussi pour les intérêts connus aujourd’hui de ses membres.  Plus tard, ABCD a changé son nom pour devenir la « Computing Technology Industry Association » afin de refléter l’évolution du rôle de l’association dans l’Industrie Informatique aux États-Unis et mondialement. 
Les années 1990 ont été une période de croissance pour l’association, avec l’élargissement de l'étendue de ses activités pour répondre aux besoins de l’industrie informatique.  Ses politiques ont augmenté pour inclure la mise en réseau, UNIX, la gestion de document, l'informatique mobile et multimédia.  Dans un effort pour mieux surveiller et prendre position, l’association a rajouté à plein-temps un directeur de politique publique. CompTIA dirige et gère le groupe « Initiative for Software Choice » (ISC).  
Actuellement reconnue mondialement comme étant le leader des fournisseurs de certifications des technologies de l'information (TI), CompTIA offre plusieurs certifications dont la plus populaire, CompTIA A+, est la norme industrielle pour les techniciens de support informatique.  De nombreuses entreprises œuvrant dans le domaine de l'informatique voient la certification CompTIA A+ comme un prérequis pour l'emploi.

## Programme de Certification

### Base (Core)
- CompTIA ITF+ (IT Fundamentals)
- CompTIA A+
- CompTIA Network+
- CompTIA Security+

### Cybersécurité (Cybersecurity)
- CompTIA CySA+ (Cybersecurity Analyst)
- CompTIA PenTest+
- CompTIA CASP+ (Advanced Security Practitioner)

### Infrastructure
- CompTIA Linux+
- CompTIA Server+
- CompTIA Cloud+

### Compléments professionnels(Additional professional)
- CompTIA CTT+ (Certified Technical Trainer)
- CompTIA CDIA+ (Certified Document Imaging Architect)
- CompTIA Project+
- CompTIA Cloud Essentials

CompTIA Programme Certificat Strata:
- CompTIA Strata IT Fundamentals
- CompTIA Strata IT for Sales
- CompTIA Strata Green IT